# Tapetenmesser

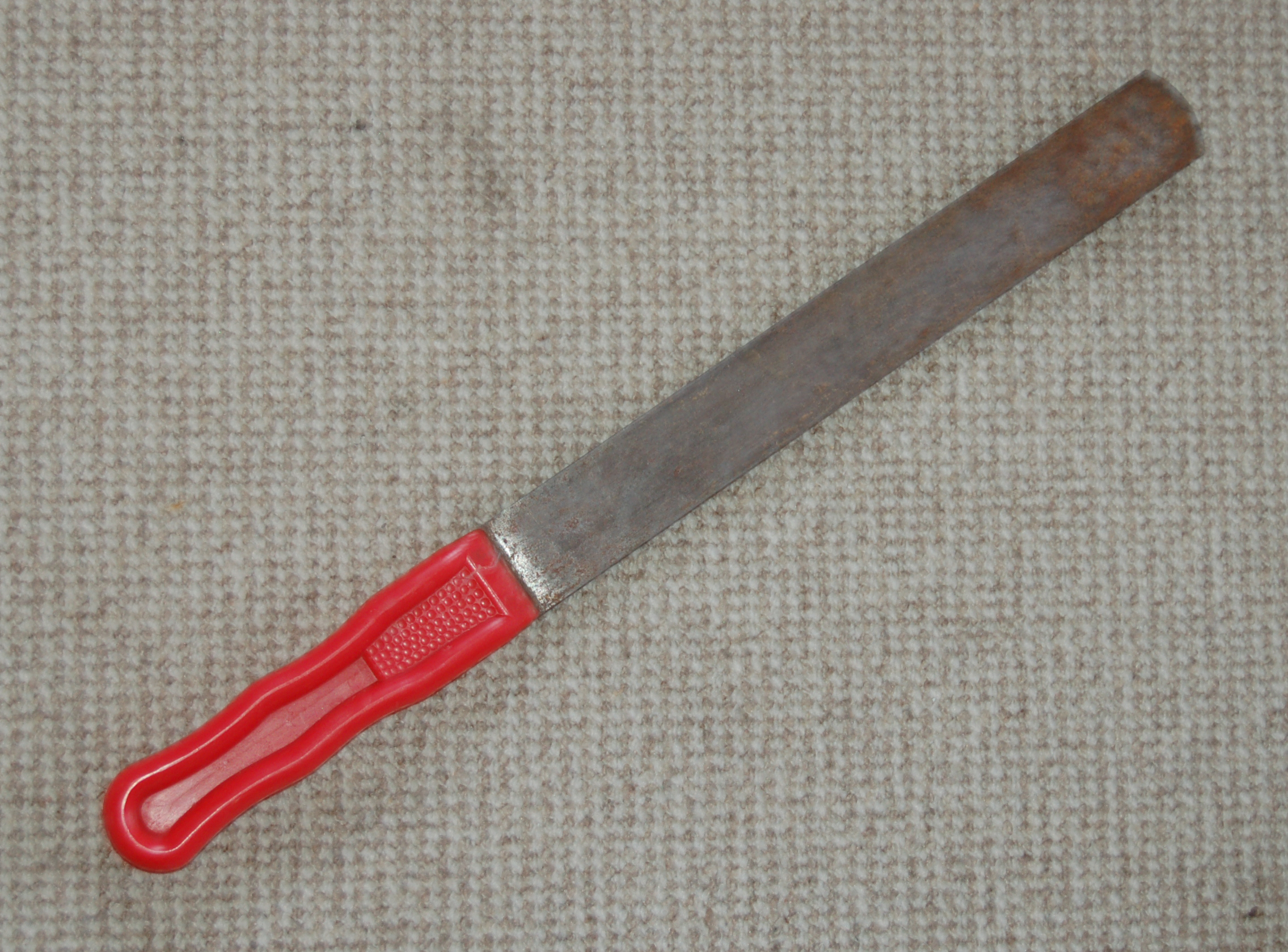
Tapetenmesser

Tapetenmesser, auch Haumesser, dienen dem Teilen von Tapetenbahnen. Sie besitzen eine zweischneidige Klinge mit einer flachen und einer konvexen Seite. Das Tapetenmesser wird zusammen mit einer Tapetenschiene aus Federstahl eingesetzt, die auf dem Tapeziertisch befestigt ist. Die Stahlschiene wird längs auf den Tapeziertisch gelegt, so dass sie genau mit einer Tischkante abschließt, und dort mit Klebeband befestigt. Zum Teilen einer Tapetenbahn wird diese in eingekleistertem und eingeweichtem Zustand so auf den Tapeziertisch gelegt, dass die Schnittkante genau über der Stahlschiene liegt. Das Tapetenmesser wird mit der glatten Seite zur Stahlschiene angesetzt und trennt die Tapete mit schnellen Bewegungen (Schlägen) an der Stahlkante ab. Da der Schnitt durch Abscheren zwischen Tapetenmesser und Stahlkante erfolgt, ist die Klinge des Tapetenmessers nicht besonders scharf, ähnlich wie bei einer Papierschere.
Das Tapetenmesser wurde ursprünglich auch dazu benutzt, Tapeten an den Rändern zu behauen. Bis zum Beginn der 1970er Jahre waren die Ränder der Tapeten nicht bedruckt bzw. ohne Muster. Dieser ca. 1,5 bis 2 cm breite Streifen wurde nach dem Einkleistern mit dem Tapetenmesser entfernt („behauen“). Danach konnten die Tapeten nach Muster bzw. Rapport an die Wand geklebt werden.
Zum Ablängen von Tapetenbahnen ist das Tapetenmesser weniger geeignet. Um von einer Tapetenrolle Bahnen der nötigen Länge zu erzeugen, werden die Tapeten üblicherweise auf dem Tapeziertisch ausgerollt und an einer scharfen Kante abgerissen. für diesen Zweck gibt es entsprechende Werkzeuge, die Tapetenabreisser. Besonders saubere Kanten sind dabei nicht notwendig, da die Tapetenbahnen zuerst etwas länger als benötigt zugeschnitten und erst beim Ankleben an der Wand auf die exakte Länge gebracht werden. Dieses Vorgehen vereinfacht den exakten Zuschnitt der Tapetenbahnen erheblich.